# Kahal-Shalom-Synagoge
Die Kahal-Shalom-Synagoge (hebräisch בית הכנסת קהל קדוש שלום Beit HaKnesset Kahal Kadosh Shalom, übersetzt Synagoge der Heiligen Kongregation des Friedens, griechisch Συναγωγή Καχάλ Σαλόμ) ist eine sephardische Synagoge.

## Geschichte

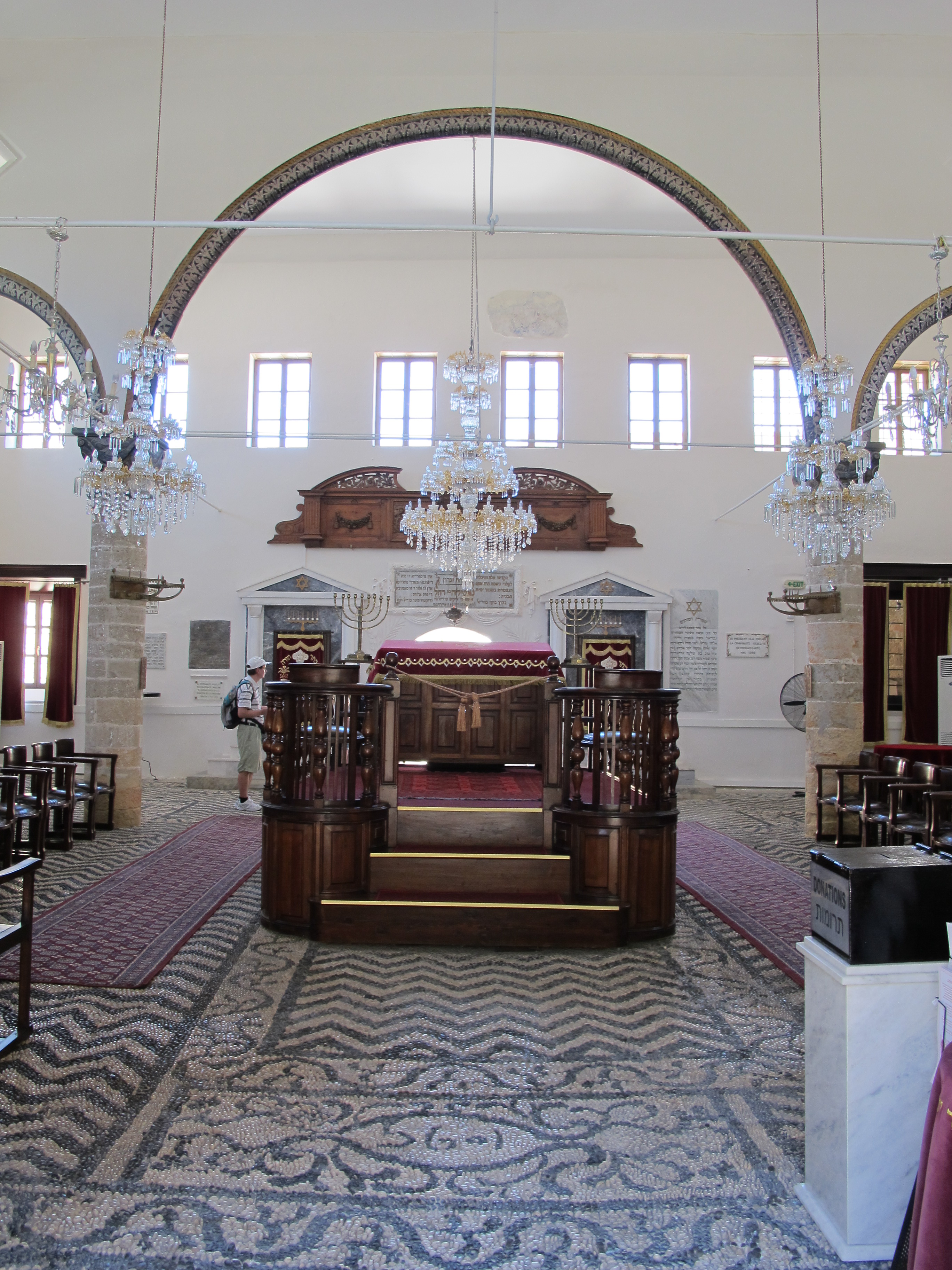
Innenraum

Die Kahal-Shalom-Synagoge ist die älteste Synagoge Griechenlands. Sie ist die letzte der ursprünglich sechs auf Rhodos befindlichen Synagogen bzw. Gebetshallen, die heute noch verwendet wird. Die Synagoge befindet sich im ehemaligen jüdischen Viertel La Juderia und wurde wahrscheinlich 1577 erbaut.
In den 1930er Jahren wurde in der Synagoge ein Balkon gebaut, hier konnten ab jetzt Frauen direkt am Gottesdienst teilnehmen. Zuvor befand sich der Raum für die Frauen an der Südmauer der Synagoge, durch verzierte Fenster konnte man in den Synagogenraum hineinschauen. Der Innenraum ist mit religiösen Wandmalereien verziert.
Die Kahal-Shalom-Synagoge hat als einzige Synagoge die Bombenangriffe während des Zweiten Weltkrieges überstanden. In den 1930er Jahren bestand die jüdische Gemeinde von Rhodos aus ungefähr 4.000 Menschen. Ab 1923 war die Insel Rhodos in italienischem Besitz, auf Grund des beginnenden staatlich verordneten Antisemitismus der Leggi razziali ab 1938 verließen viele Juden Rhodos. Als Hitlerdeutschland die Kontrolle übernahm, lebten noch ca. 1.700 Juden hier, von diesen wurden mehr als 1.550 deportiert, nur 151 Menschen überlebten. Heute leben nur noch geschätzte 30 bis 35 Juden auf Rhodos. Sabbat-Gottesdienste finden während des Sommers sowie auch an weiteren Freitagen, wenn ein Minjan erreicht ist, statt.
Der ehemalige Gebetsraum für Frauen dient heute als Jüdisches Museum Rhodos.